# El divo canta a México
El Divo Canta a México es un álbum recopilatorio que contiene las canciones famosas de 1974 a 1998 del cantautor mexicano Juan Gabriel, lanzado al mercado por Sony BMG el 21 de octubre de 2008 en formato CD y DVD.

## Lista de canciones[1]
Todas las canciones escritas y compuestas por Juan Gabriel. 
| N.º | Título                                                                     | Duración |  |
| 1.  | «La Farsante»                                                              | 2:56     |  |
| 2.  | «Todo»                                                                     | 2:29     |  |
| 3.  | «No Vale La Pena»                                                          | 2:33     |  |
| 4.  | «Caray»                                                                    | 3:51     |  |
| 5.  | «Se Me Olvidó Otra Vez con el Mariachi Vargas De Tecalitlán»               | 2:58     |  |
| 6.  | «Con Todo Y Mi Tristeza»                                                   | 3:54     |  |
| 7.  | «Inocente Pobre Amigo con el Mariachi América De Jesús Rodríguez de Híjar» | 4:06     |  |
| 8.  | «Te Voy A Olvidar con el Mariachi México 70 De Pepe López»                 | 3:27     |  |
| 9.  | «Te Sigo Amando con el Mariachi América De Jesús Rodríguez de Híjar»       | 2:50     |  |
| 10. | «La Diferencia»                                                            | 3:19     |  |
| 11. | «Lágrimas y Lluvia con el Mariachi Vargas De Tecalitlán»                   | 3:07     |  |
| 12. | «Adorable Mentirosa con la Banda El Recodo»                                | 2:41     |  |
| 13. | «Canción 187 con el Mariachi De Mi Tierra»                                 | 2:08     |  |
| 14. | «Cuando Quieras... Déjame»                                                 | 3:04     |  |
| 15. | «El Destino with Rocío Dúrcal»                                             | 4:45     |  |
| 16. | «El Sinaloense con la Banda El Recodo»                                     | 3:09     |  |